# Lifecell
lifecell (до 2016 года — life:)) — торговая марка, под которой украинский оператор мобильной связи ООО «Лайфселл» предоставляет с 15 января 2016 года услуги сотовой связи в стандартах GSM-900, GSM-1800 (EDGE), UMTS-2100 (HSPA+) и LTE Advanced Pro (2600, 2100, 1800, 900).

## История

### Life:) (2004—2016)
Компания Life:) была основана в начале 2004 года, но на тот момент не имела рынков. Они появились в 2005 году, заодно появились первые рекламы. С конца 2005 года по 2009 был введен «Lifebox», затем — «Простой Life:)», а ещё позже — «Супер Life:)».
Также с 2007 года был введен тариф «Леди Life:)». С ноября 2007 года по март 2010 года транслировались рекламные ролики со слоганом «Можливо все!» (с укр. — «Возможно всё!»).
С 29 мая 2010 по 4 сентября 2011 года транслировались рекламные ролики с изменённым слоганом: «Прагни кращого!» (на русский язык — «стремись к лучшему!»). С декабря 2010 была введена опция: Life:) смартфон. С сентября 2010 года был введен интернет самостоятельно (до этого, в 2005—2010 годах, интернет ввелся через посторонние функции).
25 октября 2011 года Life:) совершил первый ребрендинг: изменились логотип и рекламы, появился новый слоган: «Отримуй Бiльше!» (с укр. — «получай больше»). В 2012 году появился полноценный роуминг. С середины декабря 2012 года слоган был изменён: вместо «Отримуй бiльше» на «N°1 для смартфонiв». В 2015 году введена функция на космической связи была запущена технология 3G(UMTS/HSPA+).
В 2015 году компания была куплена турецким оператором Turkcell, принадлежащем зарегистрированному в Нидерландах холдингу Euroasia Telecommunications Holdings B.V.

### Ребрендинг (с 2016 года)
15 января 2016 года Life:) сделал ребрендинг: Life:) стал Lifecell (то есть, показатель того, что, он принадлежит материнской Turkcell), и его основными цветами становятся жёлтый и синий. С мая 2016 года имеет мессенджер ВiР, а осенью 2016 года возвращён Lifebox. В сентябре 2017 года и до 2020 года имел слоган «Є lifecell, є кураж!» (с ноября 2018 года — ещё и «Є lifecell, є 4,5G»). С 2018 года используется разработка 4G. Имел клуб скидок: «Lifecell Campus» в 2019 году.
Весной 2020 года возвращен слоган «N°1 для смартфонов» (до этого действовал в 2013—2016 годах), а с 15 августа 2020 года — «вiльно мобiльно».

### После продажи (с 2023 года)
20 декабря 2023 года оператор был продан французской компании NJJ Capital (является владельцем Monaco Telecom, Salt Mobile SA, Iliad и Play) за 12 млрд грн ($333,4 млн) для lifecell, 47,2 млн грн для ООО «Глобал Билги» и 1,96 млрд грн для ООО «Укртауэр». Уже 31 декабря Turkcell объявила о продаже своей дочерней компании.

## Владельцы
ООО «Лайфселл» на 85 % принадлежит компании NJJ Capital, контролируемой французским миллиардером Ксавье Ньелем, 10% владеет фонд Horizon Capital. CEO Михаил Шелемба владеет 5%.

## Номерная ёмкость
Оператор lifecell имеет три сетевых кода — 63, 73 и 93. Телефонные номера в международном формате имеют вид +38063xxxxxxx, +38073xxxxxxx и +38093xxxxxxx.